# Octave Boudouard
Octave Léopold Boudouard, né le 10 mai 1872 à Amenucourt et mort en décembre 1923 à Corbeil-Essonnes, est un chimiste français connu pour sa découverte en 1905 de l’équilibre de Boudouard.

## Biographie
Octave Léopold Boudouard est sorti ingénieur de la 8e promotion de l'École supérieure de physique et de chimie industrielles de la ville de Paris en 1889, docteur ès sciences physiques (1901), puis professeur au Conservatoire national des arts et métiers (1914). Il a été préparateur de la chaire de chimie minérale au Collège de France et en 1904, professeur remplaçant ; en 1915, membre de la Commission des industries minérales (office des produits chimiques et pharmaceutiques) ; en 1917, membre du Conseil d'administration de l'Institut de céramique et en 1918, rapporteur technique près le Comité consultatif des Arts et Manufactures.
Il a travaillé dans divers domaines de la chimie appliquée, tels que la chimie des carburants et professeur de chimie appliquée aux industries de chaux, ciment, céramique et verrerie. Il a en outre été inspecteur en chef de secteur des établissements classés du département de la Seine, inspecteur départemental de l'enseignement technique, Son œuvre la plus importante était sa recherche sur les équilibres chimiques lors de la réduction des oxydes de fer dans un haut fourneau. En 1901, il a proposé la première théorie de l'hydrogénation de monoxyde de carbone, où il a estimé que l'oxyde métallique réagit avec le carbone. En 1905, Boudouard a identifié l’équilibre chimique où le carbone et le dioxyde de carbone se combinent pour former du monoxyde de carbone à des températures élevées, alors que l'inverse se produit à des températures inférieures.
Il a également été maire de Corbeil de 1912 à 1921, et secrétaire général de l'Association des maires de France.

## Distinctions
- Lauréat de la Société d'encouragement pour l'industrie nationale, de la Société chimique de France, de l'Iron and Steel Institute ;
- Chevalier de la Légion d'honneur le 30 septembre 1920[4] ;
- Officier de l'Instruction publique.

## Équilibre de Boudouard
L’équilibre de Boudouard se traduit par :
{\displaystyle {\rm {2CO\rightleftharpoons CO_{2}+C}}}
Boudouard constate que lorsqu'un excès de coke réagit avec l'air ou les oxydes métalliques à des températures inférieures à 400 °C, il se produit du dioxyde de carbone et de la suie, tandis qu'à des températures supérieures à 1 000 °C, il se produit du monoxyde de carbone. Entre ces deux extrêmes, il se produit un mélange de monoxyde de carbone, de dioxyde de carbone et de suie. La compréhension de la réaction est un facteur important dans la conception des hauts fourneaux où le but est de d'optimiser l'utilisation de combustible tout en minimisant la production de suie.